# Oleg Pashinin
Oleg Pashinin (Moszkva, 1974. szeptember 12. –) üzbég válogatott labdarúgó.

## Nemzeti válogatott
Az üzbég válogatottban 12 mérkőzést játszott.

## Statisztika
| Üzbég válogatott | Üzbég válogatott | Üzbég válogatott |
| Időszak          | Mérk.            | gól              |
| ---------------- | ---------------- | ---------------- |
| 2001             | 5                | 0                |
| 2002             | 0                | 0                |
| 2003             | 2                | 0                |
| 2004             | 2                | 0                |
| 2005             | 3                | 0                |
| Összesen         | 12               | 0                |